# Первоуральск
Первоура́льск (до 1920 года — Васи́льевско-Шайта́нский посёлок) — город областного подчинения в европейской части Свердловской области, четвёртый по численности населения город в области после Екатеринбурга, Нижнего Тагила и Каменска-Уральского. Административный центр муниципального округа Первоуральск и Западного управленческого округа, в состав которого входят ещё 13 муниципальных образований.
Распоряжением Правительства РФ от 29 июля 2014 года № 1398-р «Об утверждении перечня моногородов» город включён в категорию «Монопрофильные муниципальные образования Российской Федерации (моногорода) с наиболее сложным социально-экономическим положением».

## Этимология
Возник в 1732 году на реке Шайтанке как посёлок при Васильевско-Шайтанском чугунолитейном заводе. В 1920 году завод стал именоваться «Первый уральский
завод цельнотянутых и катаных труб», после чего и посёлок получил название Первоуральский; с 1938 года — город Первоуральск.

## История
В 1702 году рудознатец из Уткинской Слободы Фёдор Росов открыл у горы Волчихи месторождение железной руды. В 1721 году была основана деревня Подволошная.
Летом 1730 года внук Никиты Демидова Василий начал строительство чугуноплавильного и железоделательного завода на реке Шайтанке (Нижнешайтанский, впоследствии Васильевско-Шайтанский завод). 1 декабря 1732 года заводская домна дала первый чугун. Эта дата и считается датой основания города. В 1760 году был построен Верхнешайтанский железоделательный завод, а на речке Ельничной была построена лесопильня для нужд обоих заводов.
9 июня 1771 года вспыхнул бунт рабочих Васильевско-Шайтанского завода под руководством Андрея Плотникова. Владелец завода Ефим Ширяев был убит. 20 января 1774 года в посёлок вошёл отряд сподвижника Емельяна Пугачёва Ивана Белобородова. После подавления восстания Пугачёва посёлок был сожжён.
В 1829 году Урал посетили известные немецкие учёные — А. Гумбольдт и Г. Розе, которые установили в районе Берёзовой горы место перевала с западного склона Уральских гор на восточный — границу Европы и Азии. На этом месте в 1837 году в связи с проездом наследника престола был установлен первый на Урале обелиск «Европа-Азия».
15 сентября 1915 году пущена первая прокалочная печь химического Хромпикового завода. Шайтанский химический завод по выработке натриевого хромпика и серной кислоты, сооружён с большими недоделками. Он строился акционерным обществом Верх-Исетских заводов на базе Гологорского месторождения хромистого железняка и Билимбаевского месторождения известняка.
На Васильевско-Шайтанском заводе впервые на Урале был освоен выпуск труб, в связи с чем 2 сентября 1920 года завод был переименован в «Первый уральский завод цельнотянутых и катаных труб». В конце сентября того же года общим собранием граждан Шайтанской волости посёлок Васильевско-Шайтанский переименован в Первоуральский.
В 1924 году в Екатеринбургском округе образован Первоуральский район с центром в рабочем посёлке Первоуральском.
В 1929 году был создан «Хромпикстрой», началось расширение Хромпикового завода. В 1929 году у подножия Караульной горы заложен Динасовый завод, первое специализированное предприятие Урала по выпуску огнеупоров. Свою первую продукцию завод дал в 1932 году. В 1931 году началось строительство Первоуральского новотрубного завода — крупнейшего в Европе.
20 июня 1933 года постановлением ВЦИК рабочий посёлок Первоуральский был преобразован в посёлок городского типа Первоуральск.
13 мая 1934 года трубоволочильный цех Новотрубного завода выдал первые трубы. В середине 1930-х годов развернулась эксплуатация рудника на горе Магнитке. В 1935 году на Новотрубном заводе получена первая горячекатаная труба.
В 1935 году начата разработка титаномагнетитовой руды горы Магнитки, основан посёлок Магнитка.
3 мая 1935 года Первоуральск был преобразован в город областного подчинения с передачей ему территории упразднённого Первоуральского района.
В годы Великой Отечественной войны шестеро первоуральцев были удостоены звания Героя Советского Союза. В 1941 году на базе эвакуированного оборудования ленинградского завода «Электрик» создано первое на Урале предприятие электросварочных машин и аппаратов (позднее — новоуткинский завод «Искра»). На базе оборудования криворожского завода «Металлист» в наземных службах Гологорского рудника создан завод по ремонту горного оборудования, ныне ОАО «Первоуральский завод горного оборудования».
В 1956 году сдан в эксплуатацию первый энергетический котёл Первоуральской ТЭЦ.
1 февраля 1963 года Совет депутатов трудящихся города Первоуральск передан в подчинение Свердловскому областному Совету депутатов трудящихся.
2 января 1973 года «Старотрубный» завод вошёл в «Новотрубный» на правах филиала. Весной 1973 года между посёлками Талица и Магнитка началось сооружение завода по выпуску трубчатых строительных конструкций, выдавшего первую продукцию в 1975 году.
В 1982 году указом Президиума Верховного Совета СССР Первоуральск награждён орденом Трудового Красного Знамени.
В 1986 году Совет Министров СССР принял постановление об организации в городе Первоуральске Свердловской области производства электросварных профилей прямоугольного и квадратного сечений (постановление № 1119 от 20 сентября 1986 года).
13 января 1990 года в трёх километрах восточнее Первоуральска совершил вынужденную посадку из-за пожара на борту пассажирский самолёт Ту-134A Волгоградского авиаотряда «Аэрофлота» (бортовой номер СССР-65951), совершавший рейс Тюмень — Уфа — Волгоград. Из 65 человек, находившихся на борту, 27 погибли (в том числе 4 члена экипажа).
В 1991 году в Первоуральске открылся завод «Уралтрубпром».
В 1996 году по итогам референдума 17 декабря 1995 года создано муниципальное образование «город Первоуральск».
В 2006 году на базе завода ОАО «Уральский трубный завод» начал свою работу РГППУ (Российский государственный профессионально-педагогический университет).

## Географическая характеристика
Первоуральск находится в Европе, в 1375 километрах к востоку от Москвы, в 40 километрах к западу от Екатеринбурга и в 2 километрах к северу от Ревды. Первоуральск и Ревда являются городами второго пояса Екатеринбургской агломерации.
Географические координаты: 56°54' северной широты, 60°00' восточной долготы, 358 м над уровнем моря. Город расположен между горными вершинами Уфалейского горного хребта Уральских гор, к югу от хребта Весёлые горы по берегам реки Большой Шайтанки, на которой при впадении в реку Чусовую в черте города образованы два пруда — Нижний и Верхний. Кроме того в пределах города протекают реки: Чусовая, Шайтанка, Малая Шайтанка и Ельничная, на которой в пределах города расположен Пильненский пруд; а также небольшие реки: Пильный Лог, Чёрная (Пахотка), Талица, Магнитная и Ольховка. В черте города есть горы: на западе — Караульная, на востоке — Пильная. На последней расположен горнолыжный курорт. В лесопарковой зоне на востоке от города, в направлении Екатеринбурга, между Первоуральском до Новоалексеевским, проходит граница между Европой и Азией.
| С-З | Киров ~ 796 км Пермь ~ 319 км   | Серов ~ 402 км Нижний Тагил ~ 186 км     | Тобольск ~ 617 км Сургут ~ 1188 км                      | С-В |
| З   | Казань ~ 871 км Ижевск ~ 581 км | Роза ветров                              | Екатеринбург 40 км Тюмень ~ 371 км                      | В   |
| Ю-З | Уфа ~ 505 км Оренбург ~ 879 км  | Челябинск ~ 271 км Магнитогорск ~ 626 км | Каменск-Уральский 156 км Курган ~ 427 км Омск ~ 1000 км | Ю-В |

## Экология
В 2020 году по сравнению с 2019 годом снизились общее количество выбросов загрязняющих веществ в атмосферный воздух от промышленных предприятий города. В 2020 году по результатам наблюдения за загрязнением атмосферного воздуха, были зафиксированы превышения нормативов содержания в атмосферном воздухе диоксида серы, диоксида азота, оксида азота и сероводорода.
В 2020 году отмечается повышенное загрязнение отдельных участков рек из-за дефицита водных ресурсов необходимого качества (до 30-80 % объёма).
На территории Первоуральска зарегистрировано 25 объектов размещения отходов.

## Климат
Климат Первоуральска умеренно континентальный, с характерной резкой изменчивостью погодных условий, хорошо выраженными сезонами года с холодной зимой и тёплым летом. Среднегодовая температура 1,9 °C. Относительная влажность воздуха — 69,9 %. Средняя скорость ветра — 3,3 м/с. Уральские горы, несмотря на их незначительную высоту, преграждают путь массам воздуха, поступающим с запада, из северной части России.
Средняя температура воздуха в Первоуральске, по данным многолетних наблюдений, составляет 1,9 °C. Самый холодный месяц в городе — январь с температурами от −10 до −30 °C. Самый тёплый месяц — июль, его среднесуточная средняя температура +19 °C.
Погода с устойчивой положительной температурой устанавливается, в среднем, в конце марта—начале апреля, а с устойчивой средней температурой ниже нуля в конце октября — начале ноября.
| Среднемесячная температура | Среднемесячная температура | Среднемесячная температура | Среднемесячная температура | Среднемесячная температура | Среднемесячная температура | Среднемесячная температура | Среднемесячная температура | Среднемесячная температура | Среднемесячная температура | Среднемесячная температура | Среднемесячная температура | Среднемесячная температура | Среднемесячная температура |
| Месяц                      | Янв                        | Фев                        | Мар                        | Апр                        | Май                        | Июн                        | Июл                        | Авг                        | Сен                        | Окт                        | Ноя                        | Дек                        | Год                        |
| Температура воздуха, °C    | −13,6                      | −12,8                      | −6,7                       | 2,2                        | 11,2                       | 17,3                       | 18,8                       | 15,5                       | 9,4                        | 1,9                        | −7,9                       | −13,1                      | 1,9                        |
| -------------------------- | -------------------------- | -------------------------- | -------------------------- | -------------------------- | -------------------------- | -------------------------- | -------------------------- | -------------------------- | -------------------------- | -------------------------- | -------------------------- | -------------------------- | -------------------------- |

## Население
| 1735     | 1799     | 1873     | 1926     | 1931     | 1939     | 1959     | 1962     | 1967     | 1970     |
| -------- | -------- | -------- | -------- | -------- | -------- | -------- | -------- | -------- | -------- |
| 400      | ↗1250    | ↗5561    | ↗9000    | ↗11 800  | ↗44 000  | ↗90 424  | ↗104 000 | ↗110 000 | ↗116 646 |
| 1973     | 1975     | 1976     | 1979     | 1982     | 1985     | 1986     | 1987     | 1989     | 1990     |
| ↗121 000 | ↗125 000 | →125 000 | ↗129 189 | ↗132 000 | ↗138 000 | →138 000 | ↗139 000 | ↗142 193 | ↘136 000 |
| 1991     | 1992     | 1993     | 1994     | 1995     | 1996     | 1997     | 1998     | 1999     | 2000     |
| ↗144 000 | →144 000 | →144 000 | ↘143 000 | ↘136 000 | →136 000 | →136 000 | →136 000 | ↗136 400 | ↘136 100 |
| 2001     | 2002     | 2003     | 2004     | 2005     | 2006     | 2007     | 2008     | 2009     | 2010     |
| ↘135 000 | ↘132 277 | ↗132 300 | ↘131 500 | ↗132 700 | ↗132 900 | ↗133 600 | ↗134 000 | ↗134 361 | ↘124 528 |
| 2011     | 2012     | 2013     | 2014     | 2015     | 2016     | 2017     | 2018     | 2019     | 2020     |
| ↘124 500 | ↗125 364 | ↗125 490 | ↗125 573 | ↘125 495 | ↘124 981 | ↘124 447 | ↘123 655 | ↘122 183 | ↘120 778 |
| 2021     | 2023     | 2024     | 2025     |          |          |          |          |          |          |
| ↘114 450 | ↘112 860 | ↘111 751 | ↘110 999 |          |          |          |          |          |          |

На 1 января 2025 года по численности населения город находился на 155-м месте из 1124 городов Российской Федерации.
По данным Всероссийской переписи населения 2020—2021 годов, русские составляли 90,16 % населения города, татары — 5,08 %, башкиры — 1,06 %, таджики — 0,35 %, марийцы — 0,31 %, украинцы — 0,31 %, узбеки — 0,20 %, удмурты — 0,18 %.

## Экономика
В городе действуют крупные предприятия:
- Первоуральский новотрубный завод — входит в состав Трубной металлургической компании. Занимается производством собственного трубопрокатного инструмента и запасных частей. На заводе занято 10 % населения города[46][47].
- АО «Динур» — производство динасовых огнеупоров[46].
- АО «Хромпик» (с 2023 года — «Русский хром 1915») — более 100 лет завод занимается выпуском хромовых солей для металлургических и химических предприятий[48].
- Первоуральская птицефабрика[46].
- Уральский трубный завод[46].
- Перволит[49].

В 2024 году на Петербургском международном экономическом форуме губернатор Свердловской области Евгений Куйвашев, глава администрации городского округа Первоуральск Игорь Кабец и председатель Совета директоров АО «Хромпик» Александр Шамсутдинов подписали соглашение, согласно которому Первоуральск получит субсидии в размере 70 миллиардов рублей на социально-экономическое развитие города до 2030 года.

В 2024 году стало известно, что на первоуральском заводе «Полипласт-УралСиб» вскоре построят новый комплекс по производству эпоксидных смол, который станет крупнейшим в России. Уже сейчас на заводе запущена установка по производству полимеров для отработки и совершенствования технологий будущего производства. Запуск комплекса запланирован на 2026 год. Предприятие позволит обеспечить независимость лакокрасочной, авиа и строительной отрасли от импортных поставок. Объём инвестиций составил 12.5 миллиардов рублей.
- Вид на новотрубный завод
- Русский Хром 1915
- Волновой генератор «Ocean 160»

## Транспорт

### Железнодорожное сообщение
Через станцию Первоуральск Свердловской железной дороги проходит Транссибирская магистраль, связывающая Екатеринбург с Пермью, Санкт-Петербургом и Москвой (Курский вокзал и Ярославский вокзал). Через станцию проходят 9 пар пригородных электропоездов по маршрутам Екатеринбург — Кузино, Екатеринбург — Шаля, Екатеринбург — Кордон.

### Автобусное сообщение
Помимо маршрутов в посёлки городского округа Первоуральск, существует сообщение с другими городами:
- Екатеринбургом,
- Нижним Тагилом,
- Ревдой,
- Новоуральском,
- Красноуфимском,
- Артями (через Нижние Серги, Михайловск),
- Нязепетровском (через пос. Атиг, Нижние Серги, Михайловск, Оленьи Ручьи, с. Тюльгаш),
- Челябинском.

Городской общественный транспорт включает в себя городские автобусы (Первоуральский автобус) и маршрутные такси.
Ближайший аэропорт — Кольцово в Екатеринбурге.

## Культура
Первоуральск — крупный культурный центр Свердловской области, имеет развитую инфраструктуру. В Первоуральске находится пять музеев, в том числе действует Инновационный культурный центр, в котором проходят музейные выставки, концерты российских звёзд, прямые трансляции из Свердловской областной филармонии и многое другое.
Централизованная библиотечная система города включает центральную городскую библиотеку и 17 библиотек-филиалов как в самом городе, так и в ряде близлежащих посёлков.
Основные музеи: Исторический музей «Первоуральск», Первоуральский музей восковых фигур, Музей истории Новотрубного завода, Музей трудовой и боевой славы Первоуральска.
Работает Театр драмы «Вариант» (бывший дворец культуры им. Ленина «Хромпик») и несколько театральных студий: Первоуральский театр танца «Авиатор» в ТРЦ «Строитель», Первоуральский детский театр эстрады «Изюминка» и театральная студия в ДК Первоуральска.
Кинотеатры: ГАУК СО «ИКЦ» — кинозал, «Сфера» и «Восход».
Также в городе есть два дворца культуры: Дворец культуры Первоуральска, Дворец культуры «Огнеупорщик» и «Центр развития детей и молодёжи», именуемый в простонародье «домом пионеров».
Парки города: Центральный городской парк, парк культуры «Хромпик» и лесопарк «Корабельная роща».

## Образование
- Первоуральский политехникум;
- Первоуральский металлургический колледж.

## СМИ
В Первоуральске развиты все виды средств массовой информации.

### Телевидение
Регулярное телевизионное вещание в городе началось с 1958 года.
В кабельных и IP-TV-сетях Первоуральска, помимо федеральных и региональных телеканалов, вещают и местные телеканалы: «Первоуральск ТВ (ПТВ)» — собственное вещание на 22-й кнопке (статус общедоступного муниципального телеканала) и «Евразия» — сетевой партнёр телеканала «360°».
Цифровая телесеть в городе представляет собой 2 мультиплекса по 10 общеобязательных федеральных каналов, вещающих по стандарту DVB-T2.

### Радиостанции
В городе доступна сеть радиостанций, вещающих на FM-частотах. По состоянию на июль 2023 года, в городе работают 8 радиостанций.
| № | Частота вещания (МГц) | Название радиостанции      | RDS |
| - | --------------------- | -------------------------- | --- |
| 1 | 88,0                  | Вести FM                   | отсутствует                                                                                                |
| 2 | 89,9                  | Радио России / Радио Урала | отсутствует                                                                                                |
| 3 | 90,5                  | Radio Record               | PI: 7849; PS: «RECORD», «PERVO-», «URALSK», «90.5 FM»; PTY: Pop Music                                      |
| 4 | 93,0                  | Ретро FM                   | PI: 7704; PS: «RETRO FM», «PERVOURALSK», «93.0 FM»                                                         |
| 5 | 95,1                  | Милицейская Волна          | отсутствует                                                                                                |
| 6 | 97,2                  | Радио Маяк                 | отсутствует                                                                                                |
| 7 | 97,6                  | Интерра FM                 | PI: 7D4F; PS: «INTERRA», название композиции и исполнитель в формате «название — исполнитель»; PTY: Varied |
| 8 | 98,1                  | Радио Gold FM              | отсутствует                                                                                                |

### Печать
Первые первоуральские газеты — «Вечерний Первоуральск», «Уральский Трубник», «Хроника», «Толкучка». В 1990-е годы список первоуральских изданий значительно расширился, в Первоуральске издаётся ряд газет и журналов различной направленности — информационные, развлекательные, рекламные и др. С 2009 года в Первоуральске начал выходить еженедельник «Городские вести».

### Электронные СМИ
В Первоуральске работает ряд информационных и новостных порталов: prvadm.ru — официальный сайт/новостной портал Администрации МО Первоуральск, Pervo.ru, Pervouralsk.ru — один из самых старых интернет-порталов Первоуральска, Pervo66.ru, Первоуральск. РФ.

## Спорт
- Школа тхэквондо (ВТФ) г. Первоуральска
- Футбольный клуб «Динур»
- Хоккейный клуб «Уральский трубник» (хоккей с мячом)
- Дворец водных видов спорта (с большой чашей (50 м) и 10-метровой вышкой)
- Ледовый дворец спорта
- Горнолыжный курорт и Downhill-школа на горе Пильной
- Стадион «Старт» (Старый «Факел»)
- Первоуральский спортивный клуб каратэ «Hangeki»
- Школа бокса им. С. Романова
- Кикбоксинг («Центр детского творчества»)
- Велоспорт («Велогор»)
- Детская юношеская спортивная школа (ДЮСШ)
- Спортивная федерация пауэрлифтинга (Силовое троеборье) городского округа Первоуральск
- Центр корейских единоборств «Тангун» (тхэквондо и хапкидо)
- Женский ватерпольный клуб «Евразия» (водное поло) - первая на Среднем Урале команда по водному поло[60]
- Ассоциация Смешанных Единоборств "Универсальные Бойцы"